# Idiocera furcosa
Idiocera furcosa är en tvåvingeart som först beskrevs av Alexander 1968.  Idiocera furcosa ingår i släktet Idiocera och familjen småharkrankar. Inga underarter finns listade i Catalogue of Life.